# 新山えつや・ひでや
新山えつや・ひでや（にいやまえつや ひでや）は、日本の漫才コンビ。新山悦朗・春木艶子門下。

## 概要
1971年（昭和46年）結成。当時のコンビ名は「新山えつや・東ひでや」。1974年の第22回NHK新人漫才コンクールに初出場で優勝。優勝を機に屋号を新山に統一。
1992年（平成4年）、えつやが脳血栓に倒れ、リハビリで姉のいる札幌で療養するため、活動休止となった。その後1994年に、ひでやは妻である新山やすこと新山ひでや・やすこを結成している。
2018年（平成30年）、読売テレビ「モッタイナカッタ？観察バラエティ 逃した魚」で、ひでやがナイツ・塙宣之と共に、再会を願う「逃がした魚」として当時北海道の介護施設にいたえつやを探し出し、再会している。

## メンバー
- 新山えつや（にいやま-、1945年〈昭和20年〉8月23日[2] - 2020年〈令和2年〉8月 ）

ボケ担当。北海道芦別市出身。本名：栢盛秋好。
1965年新山悦郎・春木艶子に入門。以前は「新山セイノー・サイノー」のサイノーとして活動。当時の相方はローカル岡。2003年頃まで落語芸術協会のホームページにプロフィールが残っていた。訃報は、二人の経歴を追い続けていた漫才研究家の神保喜利彦のところに2023年2月に親族から連絡が入って明らかになった。
- 新山ひでや（1945年〈昭和20年〉12月25日 - 2019年〈令和元年〉8月23日）

ツッコミ担当。栃木県足利市出身。本名：柘野信司。
コンビ活動休止後は妻とのコンビ「新山ひでや・やすこ」として活動した。2019年8月23日、大腸癌のため死去。73歳没。